# Oldenlandia goreensis
Oldenlandia goreensis là một loài thực vật có hoa trong họ Thiến thảo. Loài này được (DC.) Summerh. mô tả khoa học đầu tiên năm 1928.